# Catedral de Santo Domingo de Guzmán (Cobán)
La Catedral de Santo Domingo de Guzmán o simplemente Catedral de Cobán es el nombre que recibe un edificio religioso perteneciente a la Iglesia Católica y ubicado en la localidad y municipio de Cobán, en el departamento de Alta Verapaz, Guatemala.
La iglesia uno de las estructuras más antiguas de la región pues data de 1543 cuando fue construida por Fray Melchor de Los Reyes siendo reconstruida posteriormente en 1741, 1799 y 1965. Fue construida al lado de un convento que fue edificado en 1551.
El templo sigue el rito romano o latino y es la iglesia madre de la Diócesis de Verapaz (Dioecesis Verae Pacis) que fue creada en 1935 por el papa Pío XI mediante la bula "Quoties in regionibus".
Esta bajo la responsabilidad pastoral del obispo Rodolfo Valenzuela Núñez.

## Véase también

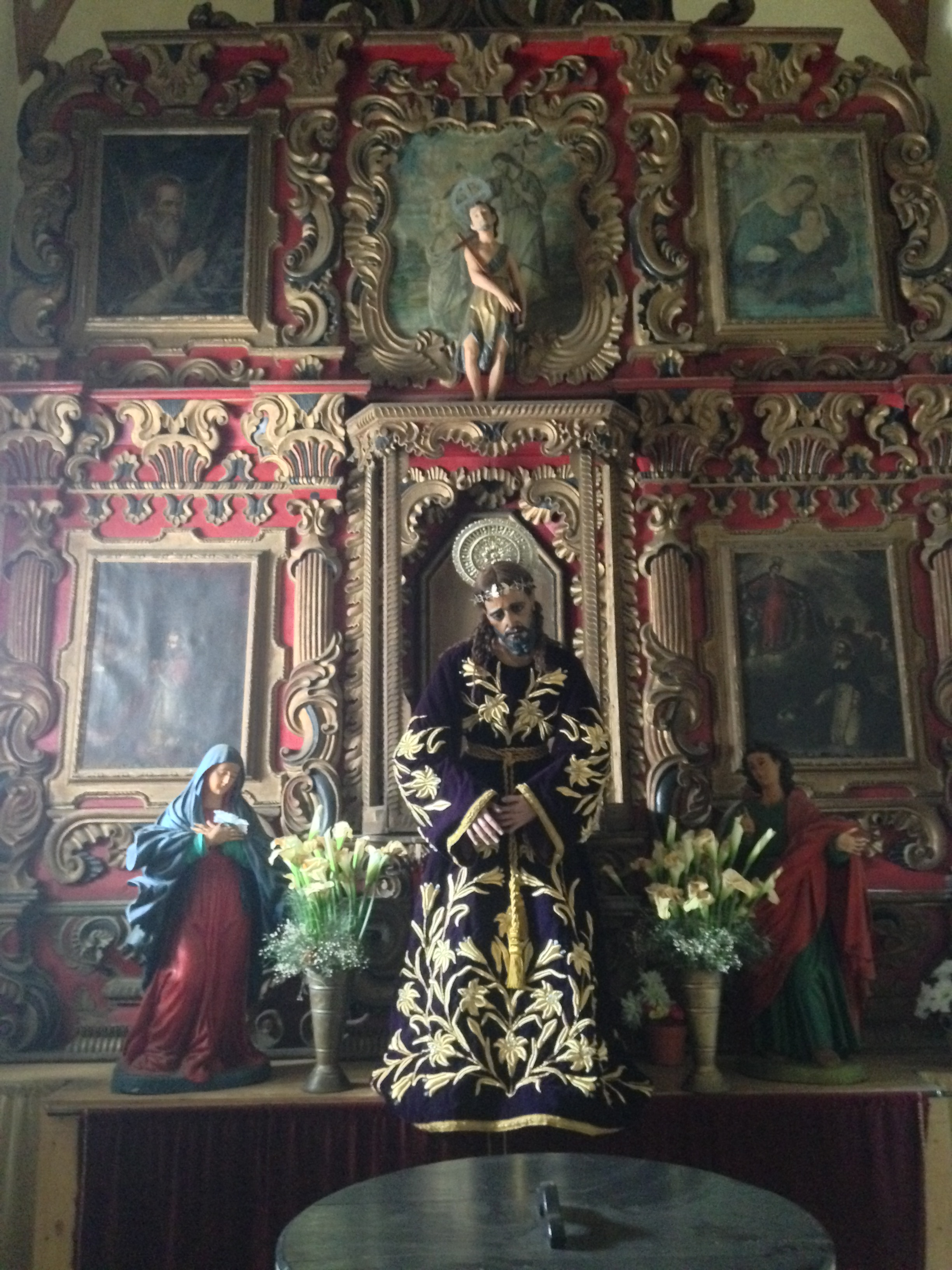
Vista interna